# Antico dialetto di Novgorod
L'antico dialetto di Novgorod (in russo древненовгородский диалект?, drevnenovgorodskij dialekt) è un termine introdotto da Andrej Zaliznjak (Андрей Анатольевич Зализняк) per giustificare le caratteristiche linguistiche sorprendentemente differenti sulle iscrizioni su corteccia di betulla ("berestjanaja gramota") slave orientali in un periodo che va dall'XI secolo al XV secolo, ritrovate a Novgorod e dintorni a partire dal 1951.

## Caratteristiche linguistiche
I testi su corteccia di betulla sono stati scritti in un particolare dialetto russo in cui l'irregolarità nella realizzazione delle palatalizzazioni rappresenta l'elemento più caratteristico:
- La prima palatizzazione (regressiva) compare in modo limitato, infatti si ha nelle parole indigene e all'interno della radice, ma non è presente davanti a suffissi e desinenze inizianti in ь, i o e (ad esempio il possessivo Lukinъ [di Luca], che nel russo antico è Luinčъ; oppure il vocativo Marke, che nel russo antico è Marče), né nei prestiti dalle lingue baltiche.[1]
- La seconda palatizzazione (regressiva), caratteristica di tutte le altre lingue slave, è assente. Questa mancanza, già ipotizzata da alcuni studiosi, ha trovato conferma nelle gramoty con numerosi esempi: il dativo singolare del proto-slavo *rěk-a [fiume], *rěk-ě, non ha originato rěcě ma è rimasto rěkě, o *kьrky [chiesa] (medio sassone anseatico kerke > basso sassone moderno kark) è rimasto kьrky, in contrasto col russo moderno cerkov’; i gruppi consonantici proto-slavi *kv, *gv, davanti a ě, vengono conservati (come nelle lingue slave occidentali) invece di subire la trasformazione in cv, zv (ad esempio květ- [colore], russo moderno cvet; gvězda [stella], russo moderno zvezda).[1]
- La terza palatalizzazione (progressiva) di x non ha avuto luogo, come si evince dalla radice vьx'- [tutto], russo moderno ves’.[1]
- Il nominativo singolare dei nomi in -o finisce in -e (invece di -ъ, come in tutte le altre lingue slave). Le parole che assumono questa desinenza sono: nomi e aggettivi brevi (brate [fratello], zamъke [lucchetto], xlěbe [pane], kěle [intero]); nomi propri (volose [Volos, nome di una divinità pagana], ivane [Ivan]; participi in ‑l‑ (vъzjale [prese]), in ‑n‑ (napisane [scritto]), in ‑t‑ (vybite [picchiato]); pronomi (same [medesimo], vьxe [tutto], keto [chi], aggettivi lunghi (kotorei [il quale], con ‑e‑ prima della particella pronominale enclitica).[2]

L'ortografia usata, inoltre, è particolare, poiché si utilizzano ъ ed о da una parte e ь ed е dall'altra parte come varianti allofone. Per molto tempo si è pensato che questi errori di ortografia fossero dovuti al fatto che gli abitanti di Novgorod fossero illetterati, tuttavia, con l'aumentare del numero delle gramoty ritrovate, divenne evidente che l'oscillazione nell'uso delle due forme scritte non è casuale, ma segue delle tendenze specifiche, per cui oggi si ritiene che gli apparenti "errori" siano dovuti ad un sistema grafico "consuetudinario" insegnato come tale nelle scuole di Novgorod accanto all'ortografia russa letteraria tradizionale. Questo sistema ammetteva l'uso ambivalente di certe lettere dell'alfabeto, così come avviene nel russo moderno dove è ammesso l'uso della lettera e al posto di ë. Anzi, il 95% delle gramoty è totalmente privo di errori di ortografia.

## Esempi

### Un caso giuridico: lettera su betulla di Novgorod nº 109

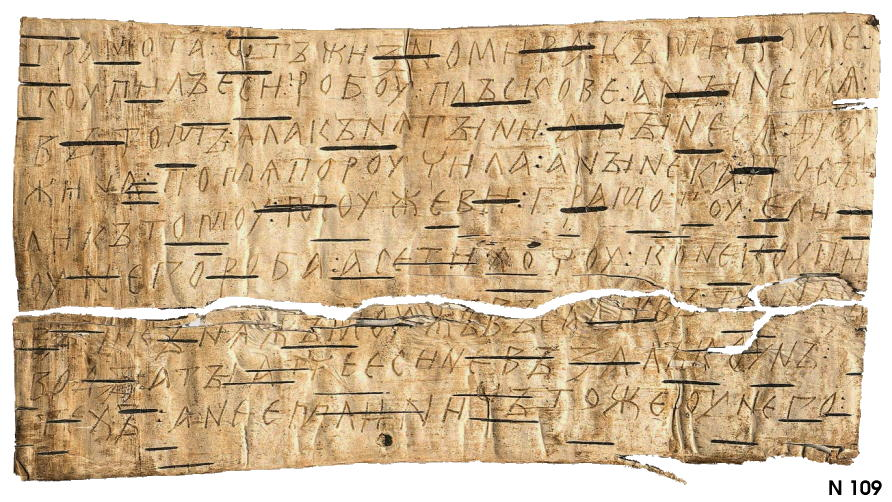
La gramota n. 109

Scritta tra la fine dell'XI secolo e il 1110, ritrovata nel 1954.
Testo originale (con aggiunta la divisione delle parole):

грамота : ω жизномира : къ микоуле : коупилъ еси : робоу : плъскове : а ныне мѧ : въ томъ : ѧла кънѧгыни : а ныне сѧ дроужина : по мѧ пороучила : а ныне ка : посъли къ томоу : моужеви : грамотоу : е ли оу него роба : а се ти хочоу : коне коупивъ : и кънѧжъ моужъ въсадивъ : та на съводы : а ты атче еси не възѧлъ коунъ : техъ : а не емли : ничъто же оу него :

Traduzione:

"Lettera di Žiznomir a Mikula. Tu hai comperato una schiava a Pskov. E ora, a causa di questo, la principessa mi ha arrestato. E ora ha garantito per me la družina. E dunque spedisci ora a quell'uomo [che l'ha venduta] una lettera, se possiede una [altra] schiava. Ed ecco cosa voglio da te: [che] comprato un cavallo e fattovi salire un uomo del principe, [tu venga] ai confronti. E se non hai preso [indietro] il denaro [speso per l'acquisto della schiava], non prendere nulla da lui"

Evidentemente la principessa aveva riconosciuto nella schiava di Žiznomir una propria schiava scomparsa, forse rapita e rivenduta, e lo aveva fatto arrestare. Žiznomir era uscito di prigione grazie alla garanzia offerta per lui dalla družina, la compagnia della guardia personale del principe a cui egli apparteneva. Perciò ora chiede a Mikula, suo servo o socio, di comperare un'altra schiava da dare alla principessa per il periodo in cui la prima dovrà essere a disposizione del magistrato (l'uomo del principe) per effettuare i "confronti", cioè il procedimento giudiziale per risalire al legittimo proprietario della schiava secondo quanto previsto dalla Russkaja Pravda.

### Un invito: lettera su betulla di Novgorod nº 497
Scritta tra il 1340 ed il 1380, ritrovata nel 1972.
Testo originale (con aggiunta la divisione delle parole):

поколоно ω гаврили ω посени ко зати моему ко горигори жи коумоу ко сестори моеи ко оулите чо би есте поихали во городо ко радости моеи а нашего солова не оставили да бого вамо радосте ми вашего солова вохи не осотавимо

Traduzione:

"Saluti da Gavrila Posenja a mio cognato, il padrino Grigori e mia sorella Ulita. Mi dareste il piacere di cavalcare in città, non lasciando la nostra parola? Dio vi dia felicità. Noi tutti non lasciamo la vostra parola"